# 제감도설
《제감도설》(帝鑒圖說)은 중국 명나라 융경 6년 내각수보 대학사 장거정(張居正)의 편찬으로 만력제(명 신종)의 교육을 위하여 중국 역대 제왕(帝王)들의 선행(善行)과 악행(惡行)에 관한 고사(故事) 117건을 그림과 글로 엮은 책이다.
책의 제목은 당 태종의 '옛 것으로 귀감을 삼는다'라는 말에서 이름을 따왔다.
두 부분으로 나누어져 있는데, 제1부 '성철방규'는 중국 역사에서 성군이라 불린 황제들의 훌륭한 통치에 대한 이야기를 담고 있으며, 제2부 '광우복철'은 반대로 중국 역사에서 암군이나 폭군이라 불린 황제들의 암우한 통치에 대한 이야기를 다루었다.

## 목록

### 상편 성철방규
1. 任贤图治
2. 谏鼓谤木
3. 孝德升闻
4. 揭器求言
5. 下车泣罪
6. 戒酒防微
7. 解网施仁
8. 桑林祷雨
9. 德灭祥桑
10. 梦赍良弼
11. 泽及枯骨
12. 丹书受戒
13. 感谏勤政
14. 入关约法
15. 任用三杰
16. 过鲁祀圣
17. 却千里马
18. 止辇受言
19. 纳谏赐金
20. 不用利口
21. 露台惜费
22. 遣辛谢相
23. 屈尊劳将
24. 蒲轮征贤
25. 明辨诈书
26. 褒奖守令
27. 诏儒讲经
28. 葺槛旌直
29. 宾礼故人
30. 拒关赐布
31. 夜分讲经
32. 赏强项令
33. 临雍拜老
34. 爱惜郎官
35. 君臣鱼水
36. 梦裘示俭
37. 留衲戒奢
38. 弘文开馆
39. 上书粘壁
40. 纳箴赐帛
41. 纵鹊毁巢
42. 敬贤怀鹞
43. 览图禁杖
44. 主明臣直
45. 纵囚归狱
46. 望陵毁观
47. 撤殿营居
48. 面斥佞臣
49. 剪须和药
50. 遇物教储
51. 遣归方士
52. 焚锦销金
53. 委任贤相
54. 兄弟友爱
55. 诏试县令
56. 听谏散鸟
57. 啖饼惜福
58. 烧梨联句
59. 不受贡献
60. 遣使赈恤
61. 延英忘倦
62. 淮蔡成功
63. 论字知谏
64. 屏书政要
65. 焚香读疏
66. 敬受母教
67. 解裘赐将
68. 碎七宝器
69. 受言书屏
70. 戒主衣翠
71. 竟日观书
72. 引衣容直
73. 改容听讲
74. 受无逸图
75. 不喜珠饰
76. 纳谏遣女
77. 天章召见
78. 夜止烧羊
79. 后苑观麦
80. 轸念流民
81. 烛送词臣

### 하편 광우복철
1. 游畋失位
2. 脯林酒池
3. 革囊射天
4. 妲己害政
5. 八骏巡游
6. 戏举烽火
7. 遣使求仙
8. 焚书坑儒
9. 大营宫室
10. 女巫出入
11. 五侯擅权
12. 市里微行
13. 宠昵飞燕
14. 嬖佞戮贤
15. 十侍乱政
16. 西邸鬻爵
17. 列肆后宫
18. 芳林营建
19. 羊车游宴
20. 笑祖俭德
21. 金莲布地
22. 舍身佛寺
23. 纵酒妄杀
24. 华林纵逸
25. 玉树新声
26. 剪彩为花
27. 游幸江都
28. 斜封除官
29. 观灯市里
30. 宠幸番将
31. 敛财侈费
32. 便殿击球
33. 宠幸伶人
34. 上清道会
35. 应奉花石
36. 任用六贼